# Chantal Doekhi
Chantal Rachieda Doekhi, ook geschreven als Doekhie, is een Surinaams diplomaat en bestuurder. Van 2011 tot 2014 was ze zaakgelastigde van Suriname in Nederland, bij afwezigheid van een ambassadeur. Daarvoor was ze afdelingshoofd bij het ministerie voor Regionale Ontwikkeling. Erna was ze directeur van het ministerie van Ruimtelijke Ordening, Grond en Bosbeheer.

## Biografie
Chantal Doekhi is een dochter van Rashied Doekhi, assemblée-lid voor de Nationale Democratische Partij (NDP) en vriend van president Desi Bouterse. Bij het ministerie voor Regionale Ontwikkeling was ze afdelingshoofd voor juridische zaken.
Ze volgde David Abiamofo op 6 december 2011 op als zaakgelastigde van Suriname in Nederland. Deze functie was de hoogste vertegenwoordiging van Suriname in Nederland, omdat het land van 2010 tot 2020 geen ambassadeur afvaardigde. Het duurde echter nog twee jaar, tot 11 december 2013, tot ze de geloofsbrieven inleverde bij de Nederlandse minister Frans Timmermans. Timmermans had telkens afgezegd vanwege tijdsgebrek en Doekhi wilde ze niet aan de secretaris-generaal, noch de staatssecretaris afgeven.
Nog voor het inleveren van haar geloofsbrieven, werd haar bezoek aan de nieuwjaarsreceptie van koningin Beatrix in januari 2012 bekritiseerd vanuit de Nederlandse afdeling van de NDP. De uitnodiging was volgens haar "hoogstpersoonlijk" en daarom niet te weigeren geweest. In september van dat jaar was ze er tijdens de troonrede van Beatrix tijdens Prinsjesdag niet bij. Hoewel hier officieel geen reden voor werd opgeven, zou dat volgens haar vader zijn geweest om de negatieve houding van Nederland tegenover Bouterse. Ze bleef aan als zaakwaarnemer tot circa 6 september 2014, toen ze werd opgevolgd door Lucretia Redan. Later die maand was ze in beeld voor de post van ambassadeur voor Indonesië.
Vanaf 1 februari 2015 was ze directeur van het ministerie van Ruimtelijke Ordening, Grond en Bosbeheer (RGB). Na aanpak van corruptie en een door het personeel niet gedragen reorganisatie, werd ze hier op 1 september 2015 door minister Steven Relyveld uit haar functie ontheven.